# En samlingsmix
"En samlingsmix" är en sång av Tomas Ledin från 1990. Den gavs ut som singel samma år och finns också med på Ett samlingsalbum (1990).
Skivan gavs ut i två olika format, 7" och 12", och innehöll olika mixar. Singeln nådde en sjätteplats på den svenska singellistan.

## Låtlista

### 7"
1. "En samlingsmix" (version 1) – 3:52
2. "En samlingsmix (version 2) – 3:54

### 12"
A
1. "En samlingsmix" (dansversion 12") – 8:20

B
1. "En samlingsmix" (clubversion 12") – 6:12
2. "En samlingsmix" (radioversion 12") – 5:33

## Listplaceringar
| Lista (1990) | Topplacering |
| ------------ | ------------ |
| Sverige      | 6            |

### Fotnoter
1. 1 2  ”Tomas Ledin”. Svensk mediedatabas. Arkiverad från originalet den 25 juli 2014. https://web.archive.org/web/20140725173941/http://smdb.kb.se/catalog/search?q=Tomas+Ledin&x=0&y=0. Läst 17 januari 2013.
2. 1 2  Placering på den svenska singellistan